# Philipp Ludwig (Schleswig-Holstein-Sonderburg-Wiesenburg)

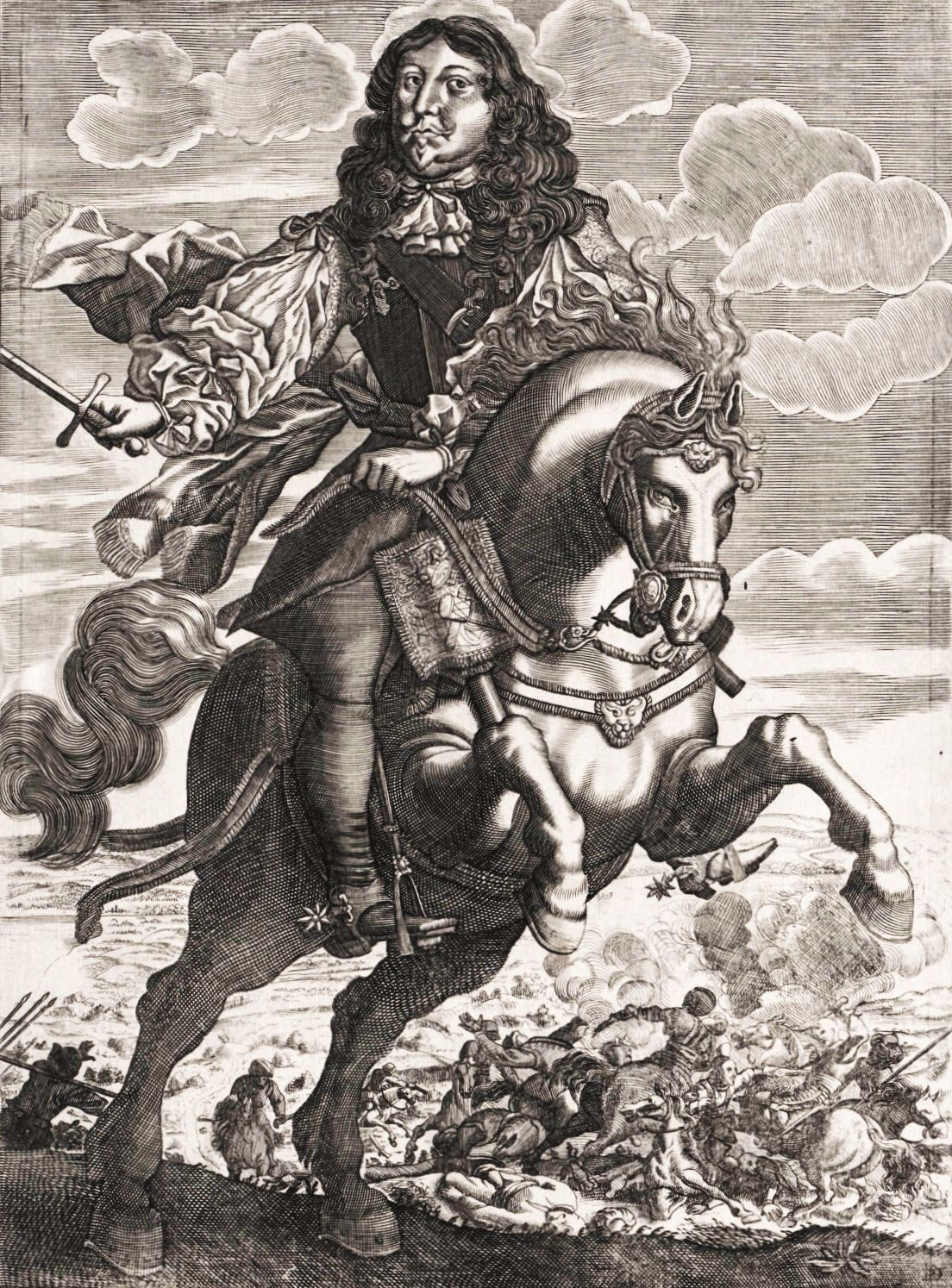
Philipp Ludwig von Schleswig-Holstein-Sonderburg-Wiesenburg

Philipp Ludwig von Schleswig-Holstein-Sonderburg-Wiesenburg (* 27. Oktober 1620 in Beck; † 10. März 1689 in Schneeberg) war erster Herzog von und Begründer der Linie Schleswig-Holstein-Sonderburg-Wiesenburg sowie kaiserlicher Offizier im Dreißigjährigen Krieg. Sein Familienzweig des Hauses Schleswig-Holstein-Sonderburg benannte sich nach dem in der Nähe von Zwickau liegenden Schloss Wiesenburg.

## Leben
Philipp Ludwig war der jüngste Sohn des Herzogs Alexander von Schleswig-Holstein-Sonderburg (1573–1627) aus dessen Ehe mit Dorothea (1579–1639), Tochter des Grafen Johann Günther I. von Schwarzburg-Sondershausen.
Zum Ende des Dreißigjährigen Krieges war Philipp Ludwig Obrist in kaiserlichen Kriegsdiensten. Im Dezember 1642 wurde er zum Stadtkommandanten von Lemgo ernannt, wo er im nächsten Jahr Katharina, die Witwe des Grafen Simon Ludwig von Lippe, heiratete. Im März 1644 wurde er auf dem Weg nach Höxter, wo er das Kommando übernehmen sollte, von hessen-kasselschen Truppen überfallen und als Gefangener nach Kassel gebracht. Bei einem Gefangenenaustausch einige Monate später scheint er wieder freigekommen zu sein. Er blieb in Höxter stationiert, zog 1645 aber unter dem westfälischen Oberbefehlshaber Gottfried Huyn von Geleen zur Unterstützung Franz von Mercys gegen die Franzosen nach Bayern. In der Schlacht bei Alerheim geriet Philipp Ludwig ein zweites Mal in Gefangenschaft.
Erneut ausgelöst, blieb er Kommandant in Höxter, war aber nicht dort anwesend, als schwedische Truppen unter Carl Gustaf Wrangel den festen Platz Anfang Juni 1646 einnahmen. Begleitet von seiner Frau zog er unter Geleens Nachfolger Peter Melander von Holzappel die folgende Zeit mit der westfälischen Kreisarmee aus Truppen des Kaisers und der katholischen Hochstifte im Niederrheinisch-Westfälischen Reichskreis durch das Kreisgebiet. Im März 1648 nahm Philipp Ludwig unter General Lamboy an der Belagerung von Geseke teil. Die dort eingeschlossene hessische Armee konnte durch einen Entsatzversuch Ernsts von Hessen-Kassel entkommen, der dabei Philipp Ludwigs Regiment schwere Verluste zufügte, aber selbst gefangen genommen wurde. Am 21. März 1649 wurde er zum Feldmarschallleutnant befördert.
Nach dem Tod seiner Ehefrau Katharina Ende 1649 in Köln im Kindbett verhandelte er mit deren lippischer Verwandtschaft über die Trauerkosten. Philipp Ludwig machte verschiedene Forderungen an die Grafschaft Lippe geltend wie Erbansprüche seiner Frau sowie aus Kriegszeiten noch ausstehende Kontributionszahlungen. Um die Forderungen durchzusetzen, ließ er Soldaten seines Regiments in Dörfern und Städten der Grafschaft einquartieren und erneut Kontributionen einziehen. Im Ergebnis zog er viel mehr an Kontributionen ein als er Anrecht hatte und musste einen Teil zurückerstatten.
Im Anschluss an seine zweite Heirat 1650 lebte Philipp Ludwig an verschiedenen Höfen in Hessen. 1663 erwarb er vom sächsischen Kurfürsten Johann Georg II., zu dem er in sehr guter Beziehung stand, die Herrschaft Wiesenburg mit der Burg sowie die Stadt Kirchberg und 20 Dörfern. Burg Wiesenburg wurde zum Sitz des Herzogs und gab seiner Linie den Namen.
Im Jahr 1668 bestellte er Johann Winckler zur Erziehung seiner Söhne nach Wiesenburg. Durch Förderung des Bergbaus in Schneeberg und Neustädtel wurde Philipp Ludwig vermögend und ließ die Burg Wiesenburg umfassend sanieren und umbauen.
Unter dem Gesellschaftsnamen Der Wohlgeartete wurde er als Mitglied in die Fruchtbringende Gesellschaft aufgenommen.
Bis 1672 war Philipp Ludwig Feldmarschallleutnant und Inhaber eines Kürassier-Regiments im kaiserlichen Heer. Im Jahr 1675 verkaufte er Burg und Amt Wiesenburg an seinen ältesten Sohn. Philipp Ludwig erwarb 1686 Oberkotzau und lebte vor seinem Tod bei seinem Freund Veit Hans Schnorr von Carolsfeld in Schneeberg.

## Ehen und Nachkommen
Seine erste Ehe schloss er am 15. November 1643 in Lemgo mit Katharina (1612–1649), Tochter des Grafen Christian von Waldeck-Wildungen. Aus der Ehe gingen zwei Kinder hervor:
- Kind (*/† 1645)
- Dorothea Elisabeth (1645–1725)

⚭ 1. 1661 Graf Georg Ludwig von Sinzendorf (1616–1681)
⚭ 2. 1682 Graf Ludwig von Rabutin (1642–1717)
Am 5. Mai 1650  heiratete er in Homburg seine zweite Ehefrau Anna Margarete (1629–1686), die Tochter des Landgrafen Friedrich I. von Hessen-Homburg. Mit ihr hatte er folgende Kinder:
- Friedrich, Herzog von Schleswig-Holstein-Sonderburg-Wiesenburg (1651–1724), kaiserlicher Feldmarschall

⚭ 1672 (geschieden 1680) Prinzessin Charlotte von Liegnitz-Brieg-Wohlau (1652–1707)
- Georg Wilhelm (*/† 1652)
- Sophie Elisabeth (1653–1684)

⚭ 1676 Herzog Moritz von Sachsen-Zeitz (1619–1681)
- Karl Ludwig (1654–1690)
- Eleonore Margarete (1655–1702)

⚭ 1674 Fürst Maximilian II. von und zu Liechtenstein (1641–1709)
- Christine Amalie (1656–1666)
- Anna Wilhelmine (*/† 1657)
- Johann Georg (*/† 1658)
- Leopold Georg (*/† 1660)
- Wilhelm Christian (1661–1711), kursächsischer Generalmajor
- Friederike Luise (1662–1663)
- Magdalene Sophie (1664–1720), 1685 Pröpstin im Stift Quedlinburg, 1700 konvertiert, ging in ein Kloster in Wien
- Anna Friederike Philippine (1665–1748)

⚭ 1702 Herzog Friedrich Heinrich von Sachsen-Zeitz (1668–1713)
- Kind (*/† 1666)
- Johanne Magdalene Luise (1668–1732)

Zum dritten Mal heiratete er in Greiz am 28. Juli 1688 Magdalene Christine (1652–1697), Tochter des Grafen Heinrich I. von Reuß zu Obergreiz. Diese Ehe blieb kinderlos.